# Александрович Наталія Петрівна
Ната́лія Петрі́вна Александро́вич (біл. Наталля Пятроўна Александровіч, нар. 1 грудня 1950) — білоруський археозоолог, біолог-систематик, морфолог. Кандидат біологічних наук (1999).
Закінчила БДУ (1974). У 1976—1994 роках працювала в Інституті історії НАН Білорусі молодшим науковим співробітником відділу археології середньовічного періоду. Тема кандидатської дисертації: «Остеологическая оценка географической и хронологической изменчивости охотничьих млекопитающих средневековой Беларуси».
Досліджувала проблему тваринництва та полювання населення середньовічних міст і замків Білорусі X—XVII ст. Склала основу еталонної колекції остеологічних залишків ссавців з розкопок археологічних пам'яток Білорусі. Вперше застосувала кластерний аналіз при обробці кісткового матеріалу, розробила критерії і запропонувала використовувати коефіцієнт насиченості кістками культурних шарів.

## Праці
- Ихтиофауна из раскопок Масковичского городища (X—XIII вв.) // Древности Белоруссии и Литвы. — Мн., 1982. — С. 94 — 98: ил. (рос.)
- Нечаканыя знаходкі // Родная прырода. — 1986. — № 3. — С. 29: іл.
- Промысловые животные в каменном веке на территории Полесья // Пятая обл. итоговая науч. конф. «Животный мир Белорусского Полесья, охрана и рациональное использование». — Гомель, 1988. — С. 62. (рос.)
- Рыбалоўства ў жыцці продкаў / Л. Дучыц, Н. Александровіч // Родная прырода. — 1986. — № 6. — С. 21.
- Тайна возера Вячэра / Н. Александровіч, М. Крывальцэвіч // Родная прырода. — 1988. — № 6. — С. 23: іл.
- У радзіміцкім кургане / Н. Александровіч, У. Багамольнікаў, А. Макушнікаў // Помнікі гісторыі і культуры Беларусі. — 1986. — № 2. — С. 16 — 17: іл.
- Фауна из раскопок древнего Витебска // Биология. Зоология наземных позвоночных. — 1990. — № 2.
- Фауна из раскопок древнего Витебска // Динамика зооценов, проблема охраны и рационального использования животного мира Белоруссии. — Мн., 1989. — С. 192. (рос.)
- Як і 600 гадоў назад… // Віцебскі рабочы. — 1984. — 3 лістапада.